# 於都斤
於都斤（古突厥文：𐰇𐱅𐰜𐰤:𐰖𐰃𐱁, Ötüken yïš，"於都斤山"; 𐰵𐱅𐰜𐰤:𐰘𐰼, Ötüken jer, "於都斤大地"）是突厥神话和腾格里信仰传说中的一座都城。“於都斤”一词在突厥语中意思是“大地母亲”。

## 於都斤与自然
根据突厥的传说，Yer-sub和於都斤的心境可以从树的成长环境中被看到。如果树又健康又强壮，那么证明於都斤对人们很满意。以前祈祷者往往用种下一株大树的方式来向於都斤奉献。

## 山
“於都斤”（Ütükän yïš）一词也曾被用来描述古代突厥人的圣山。在毗伽可汗碑中提到了它。中国古代汉文史料称这座山为。
於都斤山的位置至今未能确定，可能在从杭爱山到图瓦萨彦岭的广大区域中间，鄂尔浑河谷正位于这片地区中间。日本学者山田信夫认为这座山位于杭爱山東南部的諸連峰，不少中国学者也支持这一观点。

## 文献
- C. E. Bosworth: Artikel „ÖTÜKEN“ in: Encyclopaedia of Islam; Leiden. Digitale Edition